# Babelegi
Babelegi este un oraș din provincia Gauteng, Africa de Sud.